# Office fédéral de la communication
 (février 2025).
Si vous disposez d'ouvrages ou d'articles de référence ou si vous connaissez des sites web de qualité traitant du thème abordé ici, merci de compléter l'article en donnant les références utiles à sa vérifiabilité et en les liant à la section « Notes et références ».
L'Office fédéral de la communication OFCOM (en allemand Bundesamt für Kommunikation BAKOM, en italien Ufficio federale delle comunicazioni UFCOM, en anglais Federal Office of Communications OFCOM) traite de questions liées aux télécommunications, à la radiodiffusion, et à la poste en Suisse.

## Organisation
Créé en 1992, l'office est rattaché au Département fédéral de l'environnement, des transports, de l'énergie et de la communication. Son siège est à Bienne.
Les activités de l'OFCOM relèvent de la loi suisse sur les télécommunications, de la loi fédérale sur la radio et la télévision et de la loi fédérale sur la poste.

## Compétences
L'OFCOM remplit essentiellement les tâches suivantes : 
- Dans le domaine des télécommunications, il gère notamment les indicatifs téléphoniques, attribue les numéros de services à valeur ajoutée au niveau national, octroie les concessions aux fournisseurs de services de télécommunication et garantit le service universel à la population suisse. Il est également chargé de prendre les mesures nécessaires pour accompagner et encourager si nécessaire l'introduction de diverses technologies de télécommunication, par exemple dans le secteur de la téléphonie mobile.
- Dans le domaine de la radiodiffusion, il fait office d'autorité de surveillance des diffuseurs de radio et de télévision, octroie des concessions et contrôle l'encaissement des redevances de réception (les redevances sont facturées et encaissées par Billag et dès 2019 par Serafe).
- Dans le domaine de la poste, il est responsable pour l'évaluation des demandes d'octroi d'aide à la presse et exerce la surveillance du service universel pour les prestations relatives au trafic des paiements.
- Dans le domaine de la société de l'information, sa Direction opérationnelle Société de l’information, soutient les travaux du Comité de pilotage Société de l'information, chargé par le Conseil fédéral d'assurer la mise en œuvre et le développement de sa stratégie dans ce domaine.
- Au niveau international, il défend les intérêts de la politique suisse dans le domaine des services audiovisuels, des télécommunications et des nouvelles technologies.

L'OFCOM assume l'ensemble des tâches de régulation et d'autorité nationale. Il est compétent pour préparer et exécuter les décisions du Conseil fédéral, du Département fédéral de l'environnement, des transports, de l'énergie et de la communication ainsi que de la Commission fédérale de la communication et de la Commission fédéral de la poste. 

## Règlement d'émission des radios
Les radios FM peuvent désormais[Depuis quand ?] s'affranchir de la concession fédérale de programmes, délivrée par l'OFCOM, avec mandat de prestations à remplir et validation de sa programmation par des fonctionnaires fédéraux, dans le cadre d'un « régime d'exception transitoire » jusqu'à  l'abandon de la bande FM en faveur de la diffusion en DAB+, au plus tard en 2024. Elles sont en revanche toujours soumises à la concession de diffusion, dont elles n'ont cependant plus besoin si elles se cantonnent à la DAB+, celle-ci ne requérant qu'un accord avec un concessionnaire de radiocommunication en Suisse.

## Autorités comparables
- en France, l'autorité de régulation des communications électroniques et des postes et l'Autorité de régulation de la communication audiovisuelle et numérique
- en Belgique, l'institut belge des services postaux et des télécommunications et le Conseil supérieur de l'audiovisuel
- au Canada, le conseil de la radiodiffusion et des télécommunications canadiennes
- au Luxembourg, l'institut luxembourgeois de régulation et le conseil national des programmes
- aux États-Unis, la Federal Communications Commission
- au Royaume-Uni, l'Office of Communications

## Directeur
- Depuis juillet 2020 : Bernard Maissen[2]
- 2014 - 2020 : Philipp Metzger[3]
- 2005 - 2013 : Martin Dumermuth[4]
- 1992 - 2005 : Marc Furrer[5]